# Rudi Vranckx

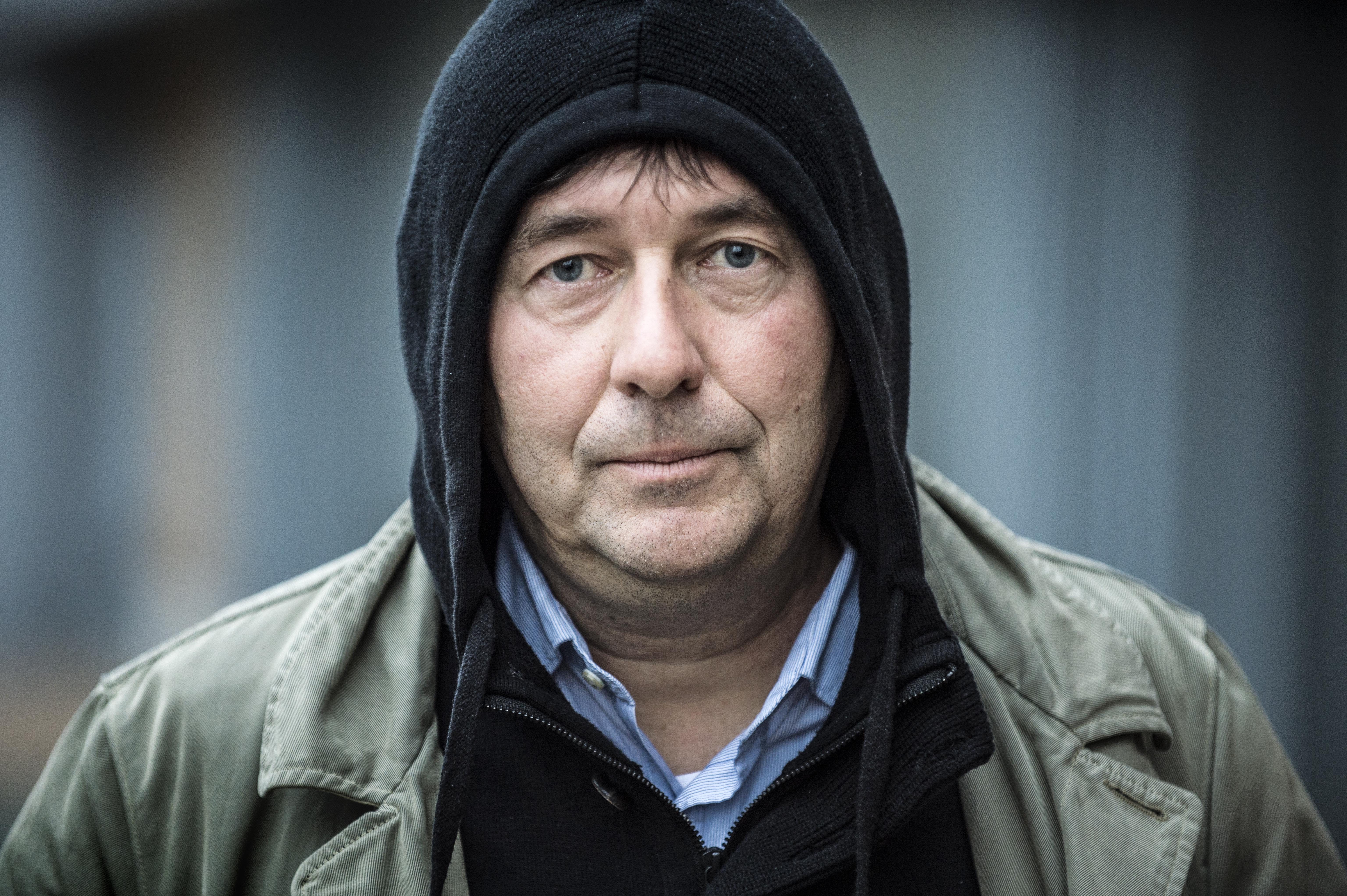
Rudi Vranckx (maart 2013)

Rudi Vranckx (Leuven, 15 december 1959) is een Belgisch, voormalig journalist bij VRT NWS.

## Opleiding en werk
Van opleiding is Vranckx historicus, hij studeerde Hedendaagse Geschiedenis aan de Katholieke Universiteit Leuven. Hij is de kleinzoon van voormalig socialistisch politicus Alfons Vranckx en is in diens huis "grotendeels opgevoed". Hij studeerde af in de jaren 80, die gekenmerkt waren door hoge werkloosheid en hij vond dan ook niet meteen gepast werk. Hij deed als gewetensbezwaarde burgerdienst, waarvoor hij aan de slag ging bij het Centrum voor Vredesonderzoek aan de KU Leuven. Nadien werd hij er universitair onderzoeker, waar hij internationale conflicten vanuit een historisch oogpunt moest bestuderen. Hij koesterde de droom om zelf naar conflictgebieden te gaan en kwam zo clandestien in Birma en Laos terecht, waarover hij een artikel schreef voor Knack.
Eind jaren 80 nam hij deel aan journalistenexamens bij de toenmalige Belgische Radio- en Televisieomroep, waar hij in september 1988 begon bij de radionieuwsdienst. Na zes weken stapte Vranckx over naar de televisieredactie. Zijn eerste grote opdracht als oorlogsverslaggever startte in 1989 in Roemenië tijdens de val van dictator Nicolae Ceaușescu. Daarna volgden de Golfoorlog van 1990-1991, de Joegoslavische oorlogen en de grote conflicten in het Midden-Oosten. In 2010 maakte hij voor Canvas een 7-delige reeks reisreportages over Congo, n.a.v. de 50ste verjaardag van de onafhankelijkheid van dat land, onder de titel Bonjour Congo.
Tijdens de hevige protesten begin 2011 tegen het regime van president Moebarak in Egypte bleef hij als een van de laatste Europese journalisten ter plekke. Daarna bezocht hij met een ploeg van de VRT de steden Al Bayda en Benghazi in Libië waar pas een hevige strijd gewoed had tussen voor- en tegenstanders van Moammar al-Qadhafi.
Sinds 13 januari 2008 heeft Vranckx een eigen programma, Vranckx, waarin voornamelijk buitenlandse reportages te zien zijn. Dit programma wordt uitgezonden op Canvas.
In september 2011 toonde Canvas zijn reeks De Vloek van Osama waarin hij naging hoe de wereld veranderd is sinds en door de aanslagen op 11 september 2001. Hij bezocht daarvoor de VS, het Verenigd Koninkrijk, Afghanistan, Pakistan, Irak, Jemen en Egypte.
Begin 2012 geraakte Vranckx betrokken bij een aanslag in Syrië die het leven kostte aan een Franse collega-journalist, Gilles Jacquier. Hoewel westerse media aanvankelijk de Syrische overheid verantwoordelijk hielden voor de dood van Jacquier, bleek uit onderzoeken van de Arabische Liga en van het Franse Ministerie van Defensie dat Jacquier gedood werd door een granaataanval uitgevoerd door anti-Assad-rebellen.
In 2013 was zijn vierdelige reportagereeks Het Verdriet van Europa op Canvas te zien. Hierin trok hij door IJsland, Ierland, Portugal, Spanje, Italië en Griekenland om het verhaal achter de financiële crisis te tonen en om op zoek te gaan naar oplossingen. Hij had daarin een gesprek met onder meer Beppe Grillo.
Ter ere van zijn pensioen eind 2024 wordt Vranckx gevierd in het tv-programma Ciao Rudi, gepresenteerd door Kobe Ilsen.

## Erkenningen
- De planetoïde (14467) Vranckx is naar hem genoemd (Minor Planet Circular 103030).
- 12 december 2012: Ambassadeur voor de vrede (jaarlijkse erkenning van Pax Christi Vlaanderen) vanwege genuanceerde buitenlandberichtgeving die de mens in het conflict nooit uit het oog verliest met respect voor gevoeligheden die leven in de regio’s die hij belicht.[10]
- 9 september 2018: Journalist voor de Vrede (tweejaarlijkse ereprijs van het Humanistisch Vredesberaad) omdat hij met zijn reportages over conflicten al bijna 30 jaar bijdraagt aan een cultuur van vrede en rechtvaardigheid.[11]
- 26 september 2018: Carnegie Wateler Vredesprijs (tweejaarlijkse prijs van de Carnegie Stichting) voor zijn "buitengewone moed en toewijding die hij laat zien bij zijn verslaggeving vanuit conflictgebieden" en zijn betrokkenheid bij het lot van de slachtoffers van conflicten. Wat ik koester zijn niet de beelden van idiotie, maar die van hoop. Zo zamelde Vranckx muziekinstrumenten in voor een door Islamitische Staat verwoeste muziekschool in de Iraakse stad Mosoel.[12]
- Op 3 mei 2019: eredoctoraat van de VUB en de ULB.[13]
- 2024: HA! van Humo voor "uitmuntende televisieverdiensten".[14]

## Privé
Vranckx is ongehuwd en heeft geen kinderen. Hij heeft een relatie met algemeen VRT-hoofdredacteur Liesbet Vrieleman.

## Boeken

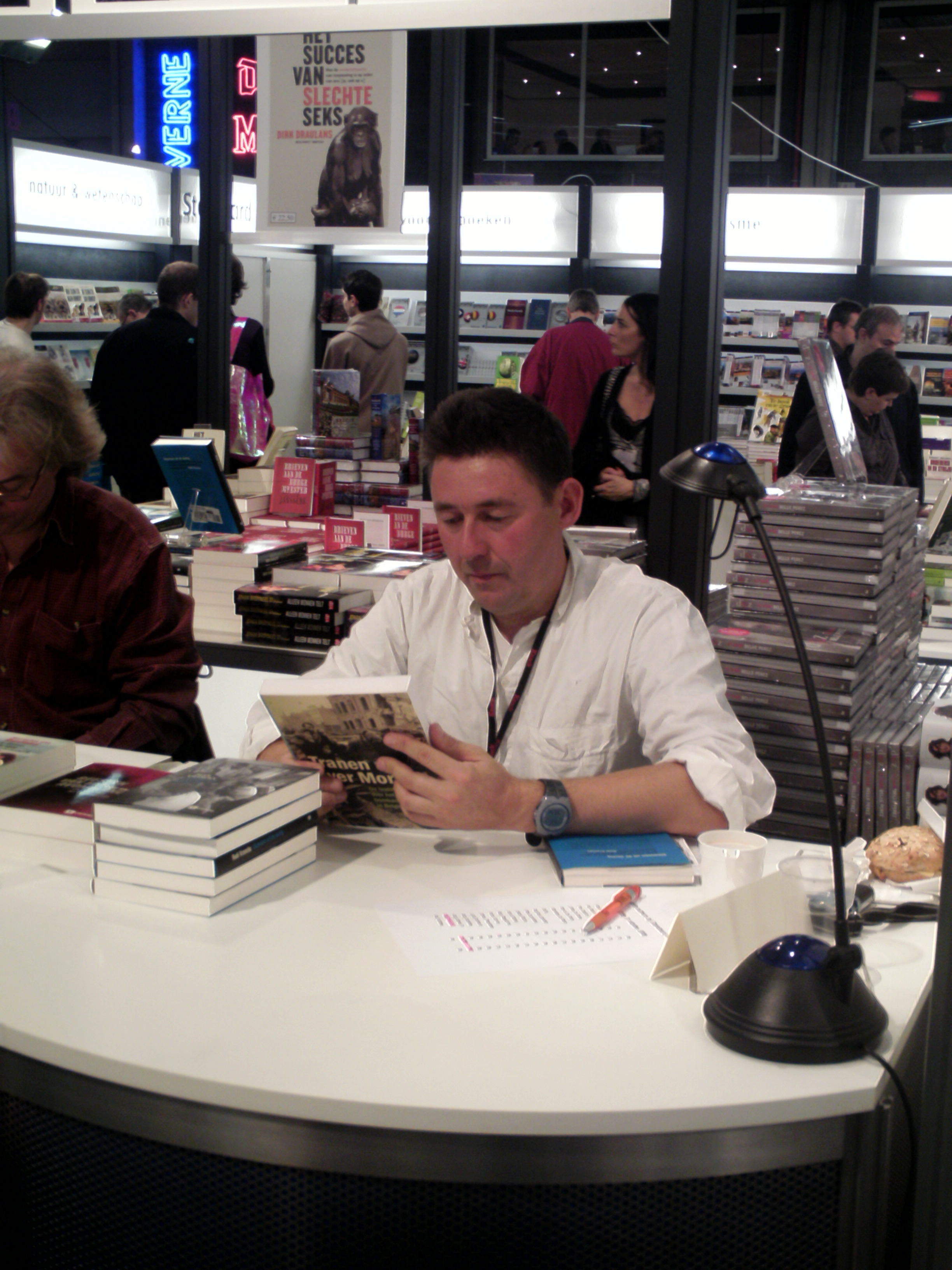
Rudi Vranckx op de Boekenbeurs Antwerpen

Vranckx heeft verscheidene boeken geschreven: 
- Van het front geen nieuws, 2003 ISBN 9789059900196
- De geesten van het avondland, 2006 ISBN 9789085420583
- Stemmen uit de oorlog, 2008 ISBN 9789085421214
- De ontdekking van Congo, 2010 ISBN 9789085422129
- De Vloek van Osama, 2011 ISBN 9789460421358
- Het gezicht van de oorlog, 2012 ISBN 9789085424093
- De Gierenclub, 2013 ISBN 9789085424796
- Oorlog om de geesten, 2015 ISBN 9789089315779
- Verloren, 2016 ISBN 9789401437806
- Kleine helden, 2016 ISBN 9789089316127
- Harde tijden, 2017 ISBN 9789089317278
- Mijn kleine oorlog, 2018 ISBN 9789492626110
- Mosul, 2019 ISBN 9789462914117
- Een zomer als geen andere, 2020 ISBN 9789464100358
- In Oekraïne, 2022 ISBN 9789492626288

- Gemeinsame Normdatei: 1232410799
- International Standard Name Identifier: 0000 0000 4013 4418
- Library of Congress Control Number: n2008006324
- Nederlandse Thesaurus van Auteursnamen: 115507426
- Système universitaire de documentation: 155530593
- Virtual International Authority File: 95536703
- WorldCat: E39PBJh8QtkgYwF8Dt7XMkRdwC